# Economy (Indiana)
Pour les articles homonymes, voir Economy.
Economy est une municipalité américaine située dans le comté de Wayne en Indiana.

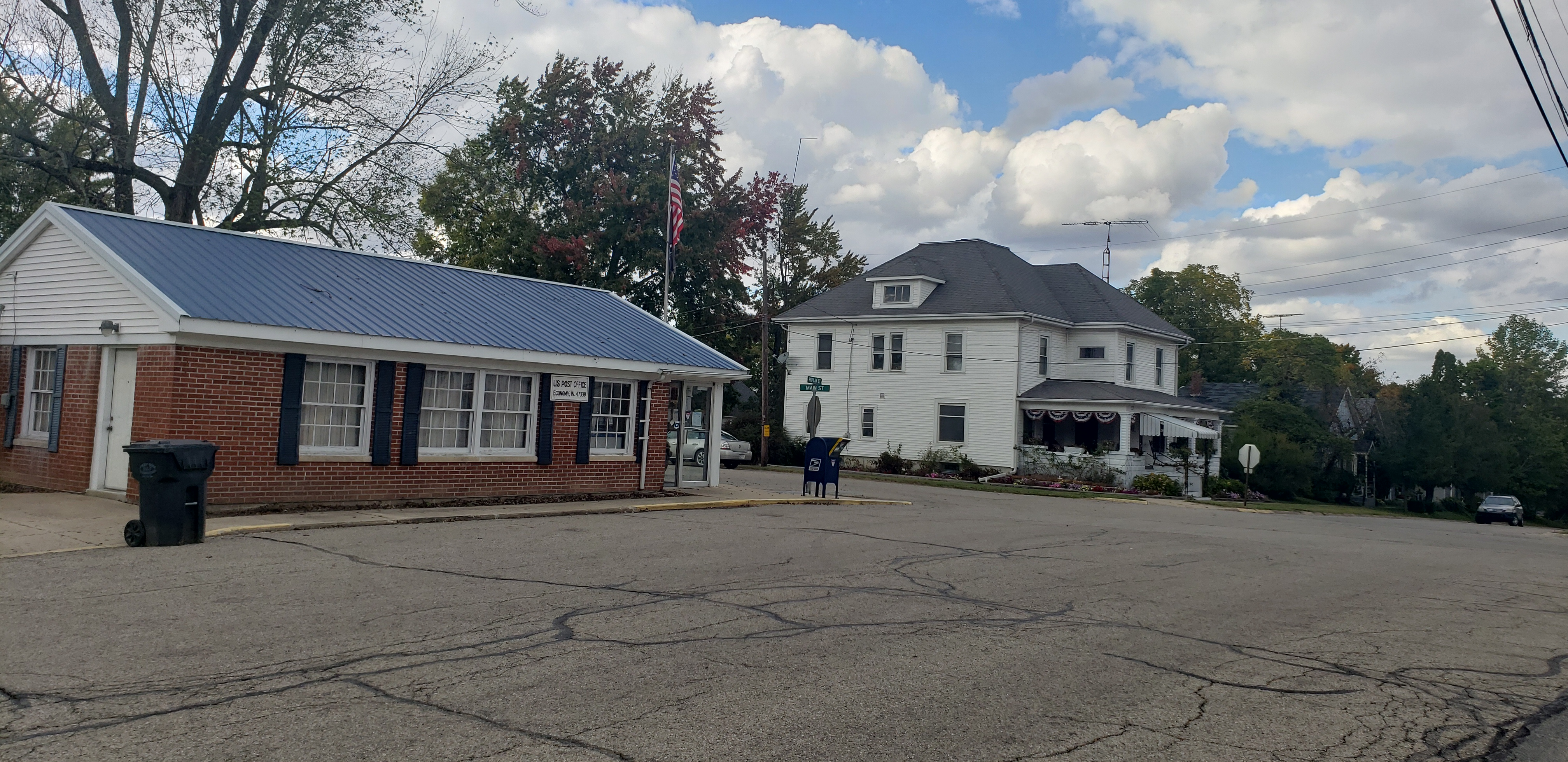
Economy (Indiana)

Lors du recensement de 2010, sa population est de 187 habitants. La municipalité s'étend alors sur une superficie de 0,10 mille carré (0,26 km2).
La localité est fondée par Charles Osborn en 1825. D'abord située près d'un ruisseau marécageux, le bourg aurait été déplacé à une plus haute altitude dans le but de faire des « économies », d'où son nom.